# Akkoordciter
Een  akkoordciter is een snaarinstrument met twee octaven chromatisch gestemde enkel- of dubbelkorige melodiesnaren en een zestal majeurakkoorden (E A D G F C) bestaande uit vier snaren waaronder steeds 1 bassnaar. In de Hornbostel-Sachs classificatie wordt het instrument gerekend tot de plankciters en daarmee tot de chordofonen.
Het instrument werd voor het eerst gepatenteerd op 29 mei 1894 door Friederich Menzenhauer en raakte eind 19e eeuw in zwang. Het werd massaal geproduceerd in Duitsland en de Verenigde Staten door Menzenhauer en later door Oscar Schmidt Inc.